# スタジアム・オーストラリア

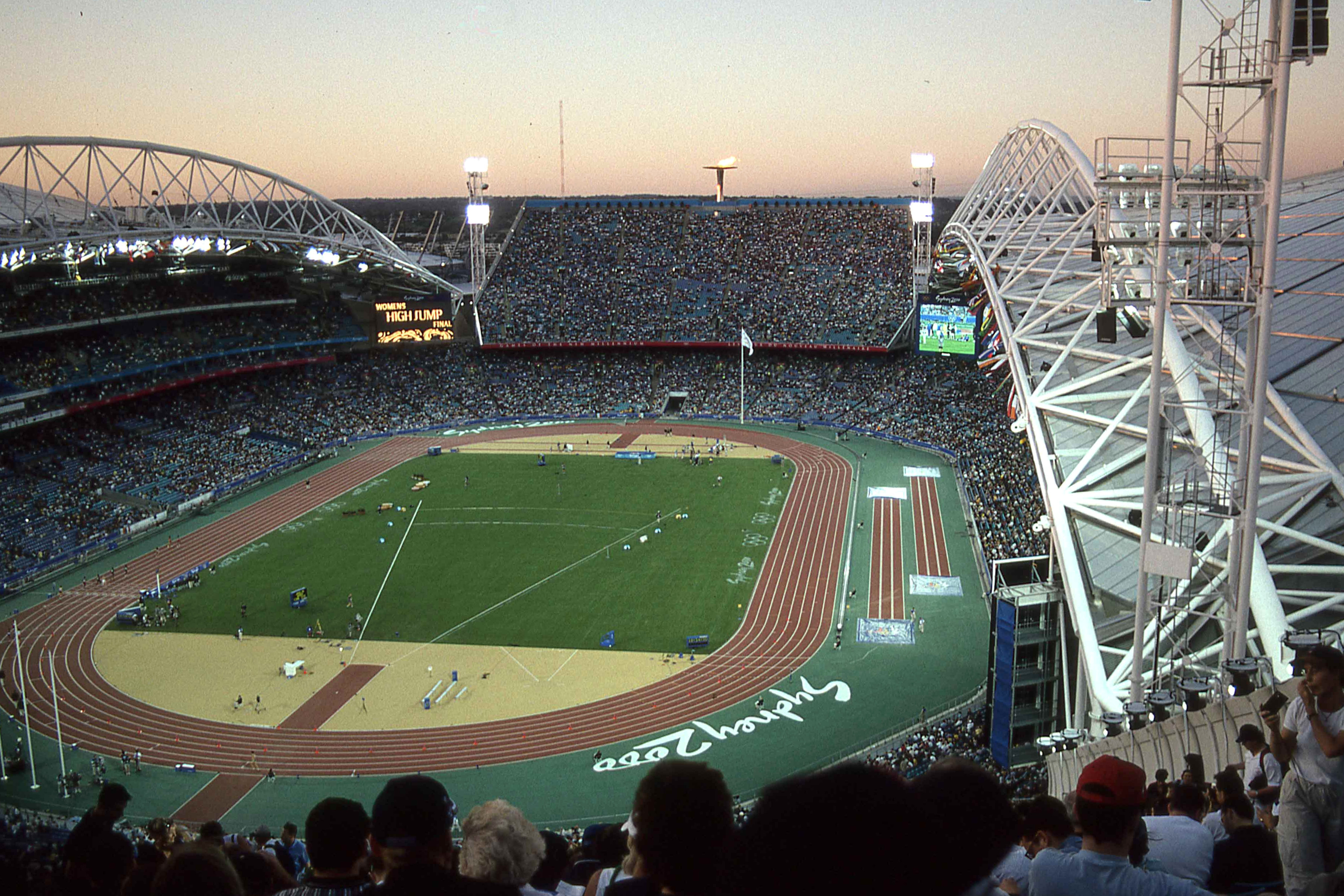
シドニー五輪当時のスタジアム・オーストラリア

スタジアム・オーストラリア（英: Stadium Australia）は、オーストラリアのシドニー西部近郊のシドニー・オリンピック・パークにある競技場。アコーホテルズが命名権を取得していることから、アコー・スタジアム（Accor Stadium）の呼称が一般に用いられている。他にも、「オリンピック・スタジアム」、以前の命名権からテルストラ・スタジアム（Telstra Stadium）、スタジアムがホームブッシュにあることから「ホームブッシュ・スタジアム」などと呼ばれることもある。
2000年シドニーオリンピック開催のために6億9000万豪ドルをかけ建築され、大会期間中メイン会場として使用された。現在は陸上トラックのない球技場で、サッカー、ラグビー、クリケット、オーストラリアンフットボールなどのスポーツイベントで使用されている。

## 概要
シドニーオリンピック開催のために建築され、1999年3月6日にスタジアム・オーストラリアとして開場。こけら落としとしてナショナルラグビーリーグの試合がダブルヘッダーで行われ、10万人以上の観客を集めた。
当時は110,000人収容の陸上競技場であったが、オリンピック後の2001年からラグビーワールドカップの2003年までの数年にかけて、陸上トラックおよび一部座席の撤去、可動式スタンドの設置、両サイドの屋根の取り付けなどの改修が行われた。収容人数も83,500人へと縮小されている。
可動式スタンドの設置は、長方形のグラウンドで行うスポーツと、楕円形のグラウンドで行うスポーツの両方に対応するためで、クリケットやオーストラリアンフットボールなどを行う場合は、可動スタンドを奥に収容して、グランドを楕円形に広げることによって競技ができるようになっている。
2019年のNRLグランドファイナル（GF）を最後に開閉式屋根を取り付けるなどの大規模改修に着手のはずだった。しかし新型コロナウイルス感染症の世界的流行で改修を断念。

## 命名権
命名権は開場当初は使用されていなかったが、2002年に通信会社のテルストラが購入し、テルストラ・スタジアムの呼称が2007年まで使用された。その後、ANZ銀行が年間450万豪ドルの7年契約で購入し、2008年より現在のANZスタジアムの名が使われている。ANZとの契約は延長されることが決まり、少なくとも2017年いっぱいまでは現在の名が使われることになった。
2021年11月、アコーが命名権を取得

## 歴史
- 1999年3月6日に「スタジアム・オーストラリア」として開場。
- 2003年、ラグビーワールドカップの決勝戦の会場となり、イングランド代表が延長でオーストラリア代表（ワラビーズ）を下し、北半球の国として初優勝を飾った。
- 2008年1月より7年間、ANZスタジアムへ競技場名を変更した[5]。
- 2012年2月、トゥエンティ20クリケットの国際試合（VSインド）が行われた[6]。
- 2013年7月6日、ブリティッシュ・アンド・アイリッシュ・ライオンズのオーストラリア遠征において、ライオンズとワラビーズの試合が開催され、過去最多となる83,702人の入場者数を記録した[7]。

## 開催された主な大会・試合

### サッカー
- 2000年シドニーオリンピックのサッカー競技・男子

| 日付          | ホームチーム | 結果         | アウェーチーム | ラウンド |
| ------------- | ------------ | ------------ | -------------- | -------- |
| 2000年9月30日 | カメルーン   | 2-2 (5-3 p.) | スペイン       | 決勝     |

- AFCアジアカップ2015

| 日付          | ホームチーム   | 結果         | アウェーチーム         | ラウンド  |
| ------------- | -------------- | ------------ | ---------------------- | --------- |
| 2015年1月10日 | ウズベキスタン | 1-0          | 朝鮮民主主義人民共和国 | グループB |
| 2015年1月13日 | オマーン       | 0-4          | オーストラリア         | グループA |
| 2015年1月15日 | カタール       | 0-1          | イラン                 | グループC |
| 2015年1月19日 | カタール       | 1-2          | バーレーン             | グループC |
| 2015年1月23日 | 日本           | 1-1 (4-5 p.) | アラブ首長国連邦       | 準々決勝  |
| 2015年1月26日 | 韓国           | 2-0          | イラク                 | 準決勝    |
| 2015年1月31日 | 韓国           | 1-2 (延長)   | オーストラリア         | 決勝      |

- 2023 FIFA女子ワールドカップ

| 日付          | ホームチーム   | 結果 | アウェーチーム | ラウンド  |
| ------------- | -------------- | ---- | -------------- | --------- |
| 2023年7月20日 | オーストラリア | 1-0  | アイルランド   | グループB |
| 2023年8月7日  | オーストラリア | 2-0  | デンマーク     | ベスト16  |
| 2023年8月12日 | イングランド   | 2-1  | コロンビア     | ベスト8   |
| 2023年8月16日 | オーストラリア | 1-3  | イングランド   | ベスト4   |
| 2023年8月20日 | スペイン       | 1-0  | イングランド   | 決勝      |

### ラグビー
- ラグビーワールドカップ2003

| 日付           | ホームチーム     | 結果           | アウェーチーム | ラウンド |
| -------------- | ---------------- | -------------- | -------------- | -------- |
| 2003年10月11日 | オーストラリア   | 24-8           | アルゼンチン   | プールA  |
| 2003年10月25日 | フランス         | 51-9           | スコットランド | プールB  |
| 2003年11月2日  | ニュージーランド | 53-37          | ウェールズ     | プールD  |
| 2003年11月15日 | ニュージーランド | 10-22          | オーストラリア | 準決勝   |
| 2003年11月16日 | フランス         | 7-24           | イングランド   | 準決勝   |
| 2003年11月22日 | オーストラリア   | 17-20 (延長戦) | イングランド   | 決勝     |